# Mutterhaus
Der Ausdruck Mutterhaus ist ein Strukturbegriff hauptsächlich kirchlicher Organisationen. Es ist die Lehnübersetzung von lat. domus materna bzw. ital. casa madre. Das Haus, im Lateinischen und Italienischen grammatisch weiblich, welches das Zentrum und oft der Ursprungsort der Gemeinschaft ist, wird bildlich als Mutter der anderen Häuser bezeichnet.
Das Mutterhaus ist in Ordensgemeinschaften oder ordensähnlichen Gemeinschaften
- das Stammhaus
  - bei nicht-monastischen Frauenorden das Gründungshaus
  - bei monastischen Orden das Mutterkloster eines abhängigen Priorates, siehe Filiation
  - bei einer evangelischen Gemeinschaft beispielsweise das Diakonissenmutterhaus